# Agnes Adler
Pour les articles homonymes, voir Adler.
Agnes Charlotte Dagmar Adler née Hansen (née le 19 février 1865 à Copenhague - décédée le 11 octobre 1935 à Copenhague) est une pianiste danoise.

## Biographie
Agnes Adler est née dans une famille de musiciens puisque son père, Carl Emilius Hansen (1834-1910), était hautboïste, et sa tante, Louise Amalie Hansen (1828-1879), épouse Hasselriis, était violoniste. Le 31 mai 1892, Agnes a épousé Adolph Siegfried Adler (1838-1910), mais le couple a divorcé après la naissance de leur fille.
Son père a poussé Agnes et son frère aîné Robert Emil Hansen vers des carrières musicales. La première fois qu'elle a joué en public, était lors d'un concert d'étudiants où elle s'est produite avec son père et son frère en 1873. Agnes et son frère ont été qualifiés d'enfants prodiges, et dans les années suivantes, elle a  donné de nombreux concerts. Agnes a pris des cours particuliers avec Edmund Neupert, avant qu'elle ne soit admise, en 1879, à l'Académie royale danoise de musique grâce à une bourse. Elle a fait ses débuts en 1882 en jouant le Concerto pour piano de Mendelssohn dirigé par Niels Gade.
Elle était membre du trio Agnès Adler, avec Peder Møller (violon) et Louis Jensen (violoncelle).

## Honneurs
Agnes Adler a reçu la médaille honorifique danoise Ingenio et Arti en 1923.